# Riserva naturale Salina di Margherita di Savoia
La riserva naturale Salina di Margherita di Savoia è un'area naturale protetta  istituita nel 1977 e situata a sud del golfo di Manfredonia in Puglia. Occupa una superficie di 3.871 ettari nella Provincia di Barletta-Andria-Trani.
Confina con altre due aree protette: la riserva naturale Il Monte e la riserva naturale Masseria Combattenti.
Le sue saline (i salén in dialetto Salinaro) che si affacciano nell'Adriatico sono le più grandi d'Europa e le seconde nel mondo. Riconosciute come zona umida di valore internazionale (D.M. 30.05.1979) ai sensi della convenzione di Ramsar. È presente il Museo storico delle Saline, sito in un vecchio magazzino del sale adiacente alla cinquecentesca torre delle Saline.
All'interno della riserva si trova anche l'Osservatorio naturalistico "Salpi" in gestione alla Lipu.

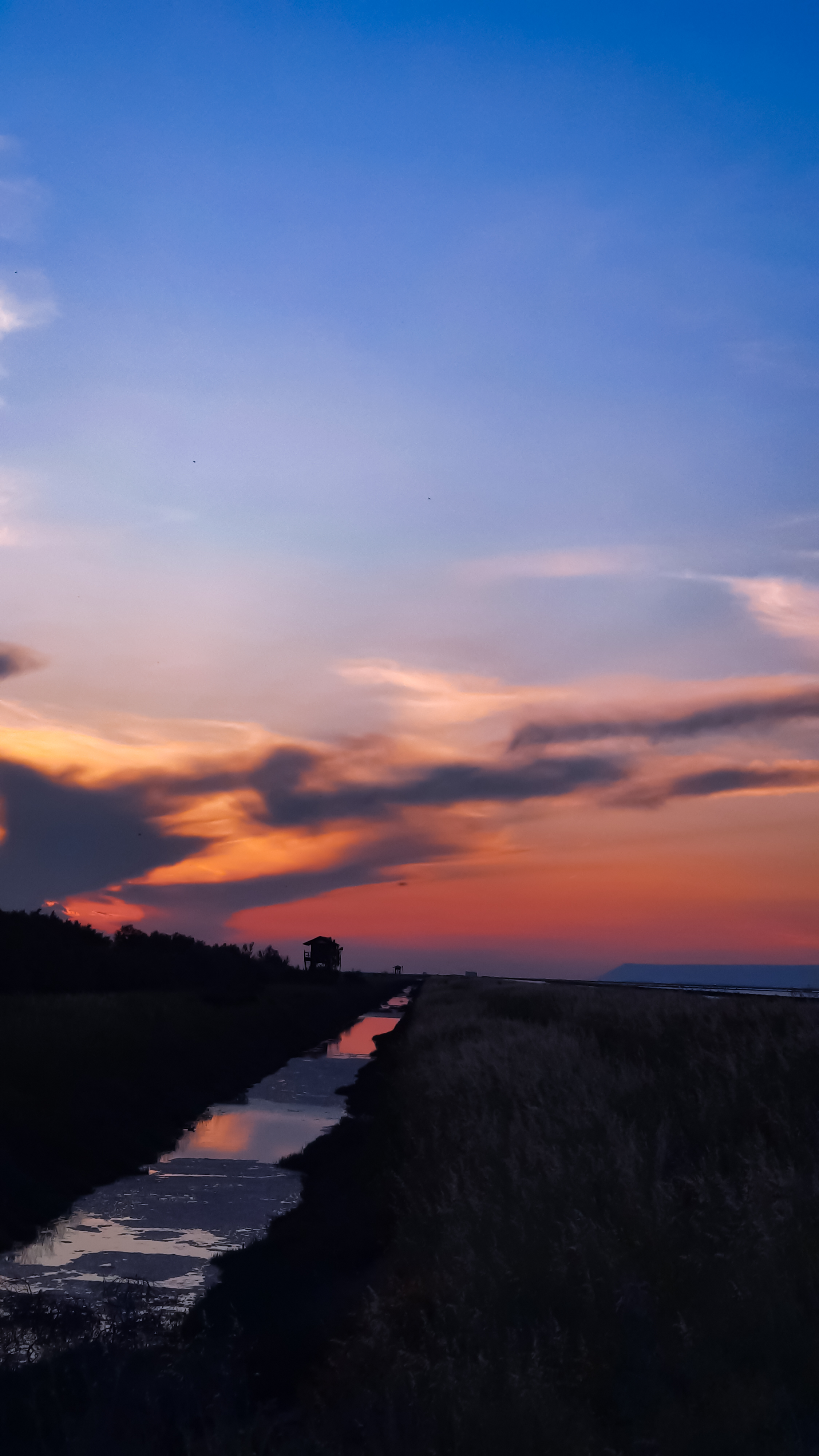
Canale e torre di avvistamento faunistica al tramonto

## Storia
La presenza di saline naturali rese nota la località sin dai tempi più antichi. Conosciute già nel terzo secolo d.C., la salina fu poi utilizzata dai normanni. Sul finire del XVI e l'inizio del XVII secolo cominciò o meglio si intensificò un movimento di ritorno da parte dei salinari alle saline, sebbene la fiorente e fruttuosa industria salinara mai cessò di esistere. Nel Settecento la Salina fu acquisita dai Borbone, e chiamata Salina di Barletta, che la ritennero "la più preziosa gemma della loro corona" e tornò, pertanto, ad una gestione pubblica. Nel 1754 vi fu l'ammodernamento e l'ampliamento delle Saline, avvenuto anche con la creazione di nuove zone salanti, come quella denominata della Regina. Dopo l'unità d'Italia, la popolazione salinara elesse una propria amministrazione autonoma. Il toponimo del paese venne modificato nel 1879 in Margherita di Savoia, in onore della regina consorte d'Italia, moglie di Umberto I.
Nel Novecento vi fu una progressiva industrializzazione delle saline. Negli anni trenta fu progettato un avveniristico magazzino da parte di Pier Luigi Nervi. Passò poi ai Monopoli di Stato, dal 1994 ad AtiSale e nel 2003 alla Società Salapia Sale srl. Nel 2011 sono state acquisite dal gruppo Semeraro-Sosalt di D'Alì Staiti.
Oggi con i suoi 20 km di lunghezza e 5 km di larghezza, con una produzione media annua di circa 5.500.000 quintali di sale marino, è la prima d'Europa.